# Kari Korhonen
 (juin 2025).
Kari Korhonen (né le 8 octobre 1973 à Espoo) est un artiste et auteur de bande dessinée finlandais, connu pour son travail à Disney. Il est considéré comme l'un des principaux artistes de bande dessinée en Finlande.

## Biographie
Korhonen a commencé à dessiner des bandes dessinées dès son enfance. Ses parents se sont abonnés à Aku Ankka, une série de magazines sur la version finlandaise de Donald Duck. À l'école, il s'est concentré sur l'art et à la maison, il a passé beaucoup de temps à dessiner des «animaux amusants». Cela devrait également être son objectif lors de son travail de dessinateur professionnel. Il est autodidacte dans sa profession.
Depuis 1992, Korhonen a travaillé comme caricaturiste, illustrateur et dessinateur de presse et a également illustré des livres pour enfants et dessiné pour des quotidiens nationaux finlandais tels que Helsingin Sanomat. Il a également développé des bandes dessinées et des storyboards pour la télévision, en particulier pour les publicités. Il a initialement conçu des articles de merchandising pour le licencié finlandais pour les produits Disney. C'est ainsi qu'il est entré en contact avec la société de médias danoise Egmont, la société mère d'Egmont Ehapa Verlag et titulaire des droits sur les bandes dessinées Disney dans de nombreux pays européens. Il travaille à plein temps pour le département créatif de Copenhague depuis 1993. Ses personnages Disney préférés incluent Donald Duck surtout Balthazar Picsou, ou Roope Ankka en finnois. En plus des personnages principaux bien connus de Disney, il a développé des histoires sur le jeune Donald Duck (Donald Junior) après de l'Italie venant de la série Disney Paperino Paper Otto (en finnois Pikku-Aku). Selon Ehapa Publishing, Korhonen développe la plupart des histoires de Donald Junior.  Il est de plus en plus actif en tant qu'auteur. Il travaille avec des dessinateurs Disney bien connus tels que Ignasi Calvet Esteban et Maximino Tortajada Auguilar.
Les modèles artistiques de Korhonen sont les dessinateurs Carl Barks, Daniel Branca, Daan Jippes et Romano Scarpa. Selon son éditeur, il travaille souvent avec des « gribouillis », notamment lors du développement de bandes dessinées complètes. Une marque de fabrique de Korhonen est de se dessiner parfois dans les histoires comme un personnage de bande dessinée, assis à la table à dessin avec un chapeau de marin dans le style de Donald Duck. En Finlande, qui a une forte culture comique, Kari Korhonen est une personnalité bien connue et apparaît à la télévision.